# Airon-Notre-Dame
Airon-Notre-Dame település Franciaországban, Pas-de-Calais megyében. Lakosainak száma 259 fő (2022. január 1.). Airon-Notre-Dame Saint-Aubin, Merlimont, Rang-du-Fliers, Sorrus, Airon-Saint-Vaast és Campigneulles-les-Grandes községekkel határos.

## Népesség
A település népességének változása:
| Lakosok száma | 206  | 214  | 220  | 223  | 229  | 238  | 245  | 252  | 259  |
|               | 2013 | 2015 | 2016 | 2017 | 2018 | 2019 | 2020 | 2021 | 2022 |